# Новиков, Тихон Андреевич
Тихон Андреевич Новиков (23 августа 1902, Курский уезд, Курская губерния — 5 сентября 1990, Одесса) — советский военный деятель, контр-адмирал. Депутат Верховного Совета УССР 2-го созыва. Кандидат в члены ЦК КП(б)У (1949—1952).

## Биография
Родился 23 августа 1902 в селе Беседино, Курская губерния в крестьянской семье.
С 1922 года служил в Военно-морском флоте СССР. С декабря 1922 до декабря 1926 года учился в Военно-морском училище имени Фрунзе.
Член ВКП(б) с 1926 года.
В декабре 1926 — октябре 1927 года — помощник начальника вахты линкора «Октябрьская революция». В октябре 1927 — октябре 1928 года — слушатель минного класса Специальных курсов командного состава Военно-морских сил (ВМС) РККА. В октябре 1928 — сентябре 1930 года — минер эсминца «Карл Маркс». В сентябре 1930 — феврале 1931 года — помощник командира эсминца «Урицкий». В феврале 1931 — марте 1932 года — командир эсминца «Войков» Морских сил Балтийского моря. В 1932 году окончил тактические курсы при Военно-морской академии имени Ворошилова.
В марте 1932 — марте 1935 года — командир минного заградителя «Эривань» Морских сил Дальнего Востока. В марте 1935 — мае 1937 года — командир отдельного дивизиона сторожевых кораблей Тихоокеанского флота. В мае 1937 — мае 1938 года — командир бригады эсминцев Тихоокеанского флота.
Репрессирован органами НКВД СССР в мае 1938 года, находился в тюрьме. В августе 1939 года восстановлен в кадрах Военно-морского флота СССР.
В ноябре 1939 — январе 1941 года — командир отряда вновь построенных надводных кораблей Краснознаменного Балтийского флота.
В январе — ноябре 1941 года — командир отряда легких сил Черноморского флота. После вступления в строй крейсера «Ворошилов» он вошел в состав ОЛС ЧФ в качестве флагманского корабля, на нем держал свой флаг контр-адмирал Т. А. Новиков. Участник Великой Отечественной войны войны с июня 1941 года.
В начале войны возглавил Рейд на Констанцу лёгких сил флота 26 июня 1941 года. Рейд был спланирован наспех и закончился крайне неудачно, лидер «Москва» погиб на мине, лидер «Харьков» повреждён, крейсер «Ворошилов» повреждён на минах.
В ноябре 1941 — марте 1942 года — командир бригады речных кораблей Волжской военной флотилии. В марте — июле 1942 года — командир Горьковской военно-морской базы. В июле — августе 1942 года — командир бригады траления, в августе 1942 — феврале 1943 г. — командир 2-й бригады речных кораблей — заместитель командующего Волжской военной флотилии. В феврале — мае 1943 г. — начальник штаба, в мае — сентябре 1943 г. — заместитель командующего Волжской военной флотилии.
В сентябре 1943 — сентябре 1944 года — командир бригады траления и заграждений Черноморского флота.
В сентябре 1944 — феврале 1946 года — командир военно-морской базы города Констанца (Румыния).
В феврале 1946—1947 года — командир Северо-Западного оборонительного района. В 1947 — октябре 1951 г. — командир Одесской военно-морской базы. В октябре 1951 — июле 1956 года — начальник Черноморской группы приемки Управления государственной приемки кораблей ВМФ СССР.
С июля 1956 года — в запасе. Проживал в городе Одессе.

## Звание
- контр-адмирал (4.06.1940)

## Награды
- орден Ленина (1948)
- четыре ордена Красного Знамени (1943, 1944, 1944, 1953)
- орден Ушакова 2-й степени (1945)
- орден Отечественной войны 1-й ст. (1985)
- орден Красной Звезды (1935)
- медали
- знаком «50 лет пребывания в КПСС»